# Porto Canale (Cagliari)
Il Porto Canale è il porto industriale di Cagliari, costruito negli anni ottanta realizzata per lo smistamento/transhipment e il trasporto delle merci in container. Il porto non è attualmente gestito da terminalisti, si trova al centro del Mediterraneo e a circa 56 miglia dalla rotta Suez-Gibilterra, è concepito come terminal container per lo smistamento del traffico destinato ai principali porti del Mediterraneo occidentale, come Marsiglia, Genova, Napoli, Barcellona, etc.

Il progetto originale del porto prevedeva la costruzione di 3 ulteriori aree di attracco (in rosso), costeggianti la zona industriale Macchiareddu

Il porto si estende nelle località Giorgino, ove sorgeva l'omonimo quartiere, in gran parte demolito, e Sa Illetta, l'isolotto da tempo unito alla terraferma, che si addentra nello stagno di Cagliari.
Nel 2019 il gruppo Contship Italia, azionista unico di Porto Industriale di Cagliari S.p.A, concessionaria del terminal container, ha deciso di sospendere le proprie operazioni e di procedere alla liquidazione volontaria dell'impresa controllata. Non è stato trovato un nuovo concessionario nonostante tre proroghe, con conseguente licenziamento dei 190 lavoratori che facevano ancora parte dell'impresa nel settembre 2020.